# Tritoma atriventris
Tritoma atriventris är en skalbaggsart som beskrevs av Leconte 1847. Tritoma atriventris ingår i släktet Tritoma och familjen trädsvampbaggar. Inga underarter finns listade i Catalogue of Life.